# Palaeoheterodonta
Palaeoheterodonta zijn een onderklasse van de tweekleppigen (Bivalvia). De onderklasse is verdeeld in 2 orden.

## Taxonomie
De volgende taxa zijn bij de onderklasse ingedeeld:
- Familie  † Lyrodesmatidae P. Fischer, 1886
- Familie  † Pseudarcidae Scarlato & Starobogatov, 1979
- Familie  † Thoraliidae N. Morris, 1980
- Orde Trigoniida
- Orde Unionida